# Altiris
Altiris war ein amerikanisches Softwarehaus mit Sitz in Lindon, Utah. Es wurde 1998 gegründet und bot Software für service-orientiertes Management von IT-Assets an. Im Jahr 2007 wurde Altiris von Symantec übernommen und ist somit als eigenständige Firma nicht mehr existent.

## Geschichte
Altiris wurde im Jahr 1998 von Jan Newman and Kevin Turpin in Lindon (Utah) gegründet. Schnell vergrößerte sich das Unternehmen – mit dem CEO Greg Butterfield – durch Kooperationen mit Compaq und Dell. Seit Mai 2002 wurde Altiris im amerikanischen Nasdaq mit dem Kürzel ATRS notiert. Schon im 2. Quartal 2003 konnte mit 600 Mitarbeitern ein Umsatz von 22,8 Mio. $, ein Gewinn von 3,3 Mio. $ und später ein Gesamtjahresumsatz von 99,3 Mio. $ erzielt werden. Mehrfach zu den fastest growing tech companies gezählt, wurden weitere Kooperationen und Verträge – etwa mit IBM und der Deutschen Bahn – geschlossen. 2006 schließlich erreichte das Unternehmen einen Jahresumsatz von 229,4 Mio. US-$ und einen Gewinn von 15,5 Mio. Dollar.
Am 29. Januar 2007 wurde bekanntgegeben, dass Symantec Altiris für 33 US-$ pro Aktie (830 Mio. US-$) übernehmen wird. Die Übernahme wurde am 6. April 2007 von Symantec vollzogen.
Seit 4. November 2019 – und dem Kauf großer Teile Symantecs durch Broadcom – ist Altiris eine Marke von Broadcom Inc.

### Akquisitionen
- 2000 – Computing Edge
- 2002 – Previo (Stac Electronics)
- 2003 – WISE Solutions Inc.
- 2004 – Tonic Software
- 2005 – Pedestal Inc.

## Produkte
Die Produktpalette von Altiris umfasste folgende Bereiche:
- Client- und Mobile-Management
- IT-Anlagenwirtschaft
- Server- und Infrastrukturmanagement
- IT-Sicherheit und IT-Compliance-Management